# یک شب در تهران
یک شب در تهران (به انگلیسی: One Night in Tehran) که همچنین با نام بعد از تو نیز شناخته می‌شود، فیلمی ایرانی به کارگردانی و نویسندگی فرهاد نجفی و محصول سال ۱۳۹۸ است.

## خلاصهٔ داستان
داستان درباره لیلا است، کسی که در شب تولدش سوار تاکسی می‌شود و از راننده می‌خواهد در ازای دریافت پول برای او کاری انجام دهد.

## افتخارات
| جشنواره                                        | تاریخ        | بخش               | برنده(ها)   | نتیجه    | منبع  |
| ---------------------------------------------- | ------------ | ----------------- | ----------- | -------- | ----- |
| جشنواره بین‌المللی فیلم مایل‌استون               | اوت ۲۰۱۹     | بهترین فیلم بلند  | فرهاد نجفی  | برنده    | [ ۳ ] |
| جشنواره بین‌المللی فیلم یونیکورن سفید           | سپتامبر ۲۰۱۹ | بهترین فیلم بلند  | فرهاد نجفی  | نامزدشده | [ ۴ ] |
| کارگردانان جشنواره بین‌المللی فیلم را کات کردند |              | بهترین فیلم بلند  | فرهاد نجفی  | نامزدشده |       |
| جشنواره سینما آلتر دو چائو                     | سپتامبر ۲۰۱۹ | بهترین فیلم بلند  | فرهاد نجفی  | نامزدشده | [ ۵ ] |
| جشنواره بین‌المللی فیلم کویین پالم              | اوت ۲۰۱۹     | بهترین فیلم بلند  | فرهاد نجفی  | برنده    | [ ۶ ] |
| جشنواره فیلم‌های ایرانی - سان فرانسیسکو         | سپتامبر ۲۰۲۰ | بهترین بازیگر زن  | مینا وحید   | برنده    | [ ۷ ] |
| جشنواره بین المللی فیلم سالنتو                 | دسامبر ۲۰۲۰  | بهترین فیلم بلند  | فرهاد نجفی  | برنده    | [ ۸ ] |
| جشنواره بین المللی فیلم سالنتو                 | دسامبر ۲۰۲۰  | بهترین فیلمبرداری | روزبه رایگا | برنده    | [ ۸ ] |